# 並川宗照
並川 宗照（なみかわ むねてる、生年不詳 - 寛文8年8月8日（1668年9月14日））は江戸時代の武士。土佐藩家老。通称・志摩。

## 生涯
宗照は初め肥後藩主加藤忠広の家臣であったが、寛永9年（1632年）の加藤家改易後浪人となった。寛永17年（1640年）、津田平左衛門の紹介で土佐藩二代目藩主山内忠義に召抱えられ2000石の中老となる。万治元年（1658年）、忠義の三男・安豊を養子に迎え1000石加増され、3000石の家老になった。同3年（1660年）忠義の次男・一安が死去したため安豊は山内家に戻り、宗照は新たに深尾重昌の三男・主税を養子に迎え家督を譲った。寛文8年（1668年）8月8日没。墓は五台山にある。

## 備考
- 宗照の後を継いだ主税だが故あって知行召し上げとなる。
- 宗照が須崎でカツオのたたきを作ったという逸話が伝えられているがこの時のたたきは酒盗のようなものだった。

## 参考資料
- 『高知県人名事典』高知市民図書館、1970年。